# Jordi Cruyff
Johan Jordi Cruijff (Ámsterdam, 9 de febrero de 1974), más conocido como Jordi Cruyff es un exfutbolista y entrenador hispano-neerlandés. Ha sido el entrenador de equipos como el Chongqing Lifan de China y el Maccabi Tel Aviv, donde también ejerció como director deportivo, al igual que en el AEK Larnaca de Chipre.  Es hijo del exfutbolista y entrenador neerlandés Johan Cruyff.
Desde su llegada como director deportivo al Maccabi Tel Aviv, el club gozó una etapa exitosa y se convirtió en la fuerza dominante del fútbol israelí. El equipo ganó de manera consecutiva los títulos de liga desde 2012 a 2015, además de clasificarse de forma regular para la Liga Europa de la UEFA y la Liga de Campeones de la UEFA.

## Futbolista
Como futbolista, se formó en las categorías inferiores del Ajax de Ámsterdam y del Barcelona. Su carrera profesional duró de 1992 a 2010 y formó parte de clubes como el Barcelona y el Manchester United. También disputó nueve partidos con la selección de fútbol de los Países Bajos, con la que participó en la Eurocopa 1996.
Jugó principalmente como centrocampista ofensivo, aunque también desempeñó la función de segundo delantero. En sus últimos años como futbolista, sobre todo en el Metalurg Donetsk, también ocupó la posición de defensa central. Tras comenzar su carrera con el Barcelona y jugar con los Países Bajos a los 22 años, su progresión se vio estancada en el Manchester United, donde solo jugó 36 partidos en liga en cuatro temporadas debido a lesiones de larga duración. Sin lugar a dudas, su periodo más exitoso fue con el Alavés, equipo con el que alcanzó la final de la Copa de la UEFA en 2001. Además, jugó en el Celta de Vigo y el Espanyol y acabó su andadura en el Valletta, de la Premier League de Malta.

### F. C. Barcelona
En 1992 debutó con el Barcelona B en Segunda División, donde fue el máximo goleador del equipo junto a Óscar García. Dos años más tarde, fue convocado con el primer equipo para la pretemporada en los Países Bajos, donde marcó sendos hat-tricks contra Groningen y De Graafschap. El 4 de septiembre de 1994 jugó su primer partido con el Barcelona, en un duelo donde los azulgranas perdieron 2-1 contra el Sporting de Gijón. El 2 de noviembre jugó contra el Manchester United en la Champions League y creó el primer gol del partido que acabó marcando Hristo Stoichkov; el encuentro acabó con victoria del Barcelona por 4-0.
Esa temporada, el Barcelona acabó cuarto en La Liga. Jordi fue uno de los máximos goleadores, junto con Stoickhov y Koeman (9 goles cada uno), a pesar de no entrar regularmente en el once inicial. Además marcó el gol decisivo que garantizó la clasificación del Barcelona en Europa la siguiente temporada.
A pesar de iniciar la siguiente campaña con resultados positivos, el Barcelona acabó tercero en La Liga y fue subcampeón de la Copa del Rey. El 19 de mayo de 1996 jugó su último partido como azulgrana ante el Celta de Vigo en el Camp Nou.

### Manchester United
En agosto de 1996 fichó por el Manchester United por 1,4 millones de libras esterlinas con un contrato de cuatro años.
Debutó el 17 de agosto, en la victoria por 3-0 ante el Wimbledon, partido que abrió la temporada 1996-1997 de la Premier League. Marcó en las dos siguientes apariciones y ayudó al equipo en dos empates, 2–2 en ambas ocasiones, contra Everton y Blackburn Rovers.
Jugó como titular indiscutible en el primer equipo hasta finales de noviembre, cuando sufrió otra lesión de rodilla. Su trayectoria en el Manchester United estuvo marcada por las lesiones, pero llegó a jugar en cuatro partidos de la fase de grupos de la Champions League en 1999, el año en que los «Diablos Rojos» acabaron levantando el trofeo.
En la siguiente temporada participó en cinco partidos de liga y marcó en dos ocasiones antes de ser cedido al Celta de Vigo en enero de 1999. En el equipo español consiguió anotar dos goles en los ocho partidos que participó, antes de volver al Manchester United.
Su contrato con el conjunto británico finalizó el 30 de junio de 2000. En cuatro años, jugó 54 partidos con el Manchester United y marcó 8 goles. Durante su etapa en este equipo, vivió una etapa gloriosa de títulos con la consecución de tres Premier League, una UEFA Champions League, una FA Cup, dos Charity Shield y una Copa Intercontinental.

### Últimos años

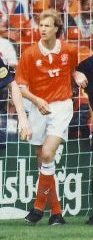
Jordi Cruyff en un juego con Países Bajos contra Escocia en la Eurocopa 1996, jugado en Villa Park.

Después de no llevarse a cabo un acuerdo inicial con el West Ham de Harry Redknapp, regresó a España y se incorporó al Alavés como agente libre. Con el club vasco llegó a la final de la Copa de la UEFA en 2001 contra el Liverpool. Aunque comenzaron perdiendo 2-0 y después 3-1, el Alavés logró una memorable remontada que culminó con el gol del propio Cruyff, en el minuto 89, para empatar el encuentro 4-4. Un gol en propia puerta en la prórroga permitió al Liverpool llevarse finalmente el trofeo. 
Continuó jugando para el Alavés hasta que el club descendió de categoría a finales de la temporada 2002-03. En la siguiente se incorporó al Espanyol, donde entró habitualmente en el once titular durante el año que militó en este equipo. Decidió no extender su contrato con el Espanyol y voluntariamente dejó el equipo ese verano. 
Posteriormente, se entrenó con el Bolton Wanderers, dirigido entonces por Sam Allardyce, pero no superó el reconocimiento médico. Después de retirarse temporalmente en 2004, volvió al fútbol profesional en 2006. Jugó dos temporadas en el Metalurg Donetsk, donde habitualmente ocupó la posición de defensa central. Al mismo tiempo, se inició en el negocio de la moda ayudando a desarrollar la marca Cruyff de ropa. A mediados de 2009, firmó un contrato de tres años como jugador y segundo entrenador del Valleta de Malta, asistiendo a Ton Caneen y ejerciendo el rol de entrenador y jugador en la primera temporada. Debutó el 26 de julio de 2009, en la victoria por 3-0 contra el Keflavík en la primera eliminatoria de clasificación de la Europa League 2009-10. Su primera aparición en liga llegó el 21 de agosto de 2009, en otra victoria, esta vez por 3-1 contra el Birkirkara. Marcó su primer gol el 29 de agosto de 2009 en un 6-0 contra el Floriana. El Valletta ganó el MFA Trophy en la primera temporada de Cruyff, superando al Qormi, 2-1.

### Selección nacional y autonómica
Fue sondeado por ambos países, España y Países Bajos, cuando tenía la opción de jugar para los equipos Sub-21 de ambas naciones. Después de tener dudas sobre a qué país representar, en 1996 declinó la posibilidad de sumarse a la selección española en los Juegos Olímpicos para incorporarse a Selección de los Países Bajos en la Eurocopa 1996. Sus actuaciones con el Barcelona convencieron al seleccionador, Guus Hiddink, y debutó con la selección nacional en un amistoso contra Alemania, con victoria 2-0, el 24 de abril de 1996. Marcó su primer gol con los Países Bajos en la victoria por 2-0 contra Suiza en Villa Park el 13 de junio y fue uno de los seis futbolistas neerlandeses seleccionados por el equipo nacional sin haber jugado en la Eredivisie. También compitió por la selección catalana de fútbol en nueve ocasiones.

## Director deportivo

### AEK Larnaca
En 2010 Jordi anunció su retirada del fútbol profesional y firmó como director deportivo del AEK Larnaca de Chipre un contrato de tres años. Fichó como entrenador a Ton Caanen y ambos convirtieron al equipo en un fuerte proyecto futbolístico en Chipre. En su primer año, el equipo acabó la temporada en cuarta posición y se clasificó para la previa de la UEFA Europa League. En su segunda temporada, la 2011-2012, el AEK Larnaca se clasificó en la fase de grupos de la UEFA Europa League después de eliminar al Rosenberg en los play-off.
Su participación en la Europa League fue histórica, tanto para el club como para el fútbol chipriota, por convertirse en el primer equipo de este país que se clasificaba en esta competición (precedido del Anorthosis y APOEL en fase de grupos de la Champions League). El AEK Larnaca acabó quinto esa temporada en la liga nacional. 

### Maccabi de Tel Aviv
En abril de 2012, Jordi Cruyff fue nombrado por el dueño el Maccabi Tel Aviv, Mitchell Goldhar, director deportivo de este club, tras pagar una compensación al AEK Larnaca. Su primer trabajo fue fichar como entrenador a Óscar García, entonces técnico del juvenil A del Barcelona. La llegada de Jordi puso fin a diez años de sequía del Maccabi de Tel Aviv con la consecución de su primer título en una década. Bajo el mando de Cruyff y García, el Maccabi dominó la liga y conquistó el título con trece puntos de diferencia sobre el rival más cercano. El conjunto finalizó la temporada con el mayor récord goleador, 78 goles, encajando apenas 30 tantos, el menor registro de la liga.
En la temporada 2013-2014 hubo un cambio en el banquillo. Cruyff contrató al técnico portugués Paulo Sousa para sustituir a Oscar García, que fichó como entrenador del Brighton and Hove Albion FC. Durante este tiempo, muchos jugadores dejaron el club, al tiempo que muchos futbolistas fueran reclutados. El equipo continuó con su éxito en la liga nacional y ganó de nuevo el título con un margen de 16 puntos. Además, el Maccabi tuvo éxito en la Europa League al alcanzar los dieciseisavos de final después de superar un grupo difícil, tras ganar al Burdeos en dos ocasiones y al Eintracht Frankfurt, antes de quedar eliminados por el Basilea.
La temporada 2014-2015 se caracterizó por un comienzo difícil. La operación Protective Edge obligó a celebrar fuera de Israel los partidos clasificatorios para la UEFA Champions League y el Maccabi acabó expulsado de la Champions y de la Europa League. También hubo un cambio de entrenador después de que Paulo Sousa fuera contratado por el Basilea. Oscar García regresó brevemente al comienzo de la temporada y Jordi Cruyff nombró como entrenador a Pako Ayestarán, extécnico del Valencia y exayudante de Rafa Benítez. El Maccabi de Tel Aviv acabó convirtiéndose en el primer equipo que lograba los tres torneos de Israel: la Premier League, la State Cup y la Toto Cup.
En abril de 2015, Jordi renovó su contrato por dos años más a pesar del interés de equipos ingleses y alemanes. En la temporada 2015-2016, Cruyff contrató a Slaviša Jokanović como entrenador después de que el técnico serbio lograra el ascenso del Watford a la Premier League. El Maccabi se clasificó en la fase de grupos de la UEFA Champions League por primera vez en once años y jugó la fase de grupos contra el Chelsea, el Oporto y el Dínamo de Kiev antes de caer eliminado. Posteriormente, Jordi fichó con éxito como entrenador a Peter Bosz, extécnico del Vitesse, después de que Jokanovic fuera fichado por el Fulham a finales de diciembre de 2015, un traspaso por el que el conjunto inglés pagó al Maccabi una compensación de 500.000 euros.

## Entrenador

### Maccabi Tel Aviv
En verano de 2017, Jordi se convirtió en el entrenador del Maccabi. El 14 de diciembre conquistaría su primer título como entrenador tras vencer en la final de la Copa Toto, el equivalente a la Copa de la liga de Israel. Jordi Cruyff anunció en marzo de 2018 que abandonaría el club después de seis años de éxitos entre la dirección deportiva y el banquillo, dejando un legado de cara al futuro.

### Chongqing Dangdai Lifan
El 8 de agosto de 2018, es anunciado como entrenador del Chongqing Dangdai Lifan de la Superliga China. Al final de la temporada 2019, decidió no continuar en el club. En 2019 su equipo firmó la mejor primera vuelta de su historia en la Superliga.

### Ecuador
El 13 de enero de 2020, Francisco Egas, presidente de Ecuafutbol, anuncia la contratación de Jordi Cruyff como nuevo técnico de la selección sudamericana.
Sin embargo, el 20 de julio, y tras 187 días en el cargo, decidió renunciar a la selección ecuatoriana de fútbol debido a la suspensión del fútbol mundial generada por la Pandemia de enfermedad por coronavirus de 2019-2020 iniciada en el mes de marzo. Jordi Cruyff explicó los motivos de su renuncia mediante un comunicado y deseó suerte a la federación.

### Shenzhen FC
El 14 de agosto de 2020 se confirmó su paso al Shenzhen FC de la Superliga de China.  Finalmente, logró el objetivo de la permanencia tras superar al Shijiazhuang Ever Bright en la fase por la salvación, repitiendo la misma hazaña que en su etapa en el Chongqing Dangdai Lifan. En su periodo con el club señaló que no tomaría parte activa por ninguna candidatura en las elecciones del Barcelona, tras el interés del candidato a la presidencia Víctor Font. El 3 de junio de 2021, se desvincula del equipo chino, para trabajar con el organigrama del F. C. Barcelona a partir del 1 de agosto de ese año.

## Clubes

### Como jugador
| Club                            | País       | Año         |
| ------------------------------- | ---------- | ----------- |
| Fútbol Club Barcelona "B"       | España     | 1992 - 1993 |
| Fútbol Club Barcelona           | España     | 1993 - 1996 |
| Manchester United Football Club | Inglaterra | 1996 - 1998 |
| Real Club Celta de Vigo         | España     | 1999        |
| Manchester United Football Club | Inglaterra | 1999 - 2000 |
| Deportivo Alavés                | España     | 2000 - 2003 |
| Real Club Deportivo Espanyol    | España     | 2003 - 2004 |
| Metalurg Donetsk                | Ucrania    | 2006 - 2008 |
| Valletta FC                     | Malta      | 2008 - 2010 |

### Como dirigente
| Club                | País   | Año         | Rol                |
| ------------------- | ------ | ----------- | ------------------ |
| AEK Larnaca         | Chipre | 2010 - 2012 | Director deportivo |
| Maccabi Tel Aviv FC | Israel | 2012 - 2017 | Director deportivo |
| FC Barcelona        | España | 2021 - 2023 | Director deportivo |

### Como entrenador
| Club             | País   | Año       | PJ  | PG | PE | PP | EF     |
| ---------------- | ------ | --------- | --- | -- | -- | -- | ------ |
| Maccabi Tel Aviv | Israel | 2017-2018 | 57  | 35 | 10 | 12 | 67.25% |
| Chongqing Lifan  | China  | 2018-2019 | 46  | 14 | 14 | 18 | 40.57% |
| Shenzhen FC      | China  | 2020-2021 | 17  | 7  | 4  | 6  | 49.02% |
| Total            | Total  | Total     | 120 | 56 | 28 | 36 | 54.45% |

## Palmarés como jugador

### Campeonatos nacionales
| Título                                      | Club                            | País       | Año  |
| ------------------------------------------- | ------------------------------- | ---------- | ---- |
| Supercopa de España                         | Fútbol Club Barcelona           | España     | 1994 |
| Community Shield                            | Manchester United Football Club | Inglaterra | 1996 |
| Premier League                              | Manchester United Football Club | Inglaterra | 1997 |
| Community Shield                            | Manchester United Football Club | Inglaterra | 1997 |
| FA Cup                                      | Manchester United Football Club | Inglaterra | 1999 |
| Premier League                              | Manchester United Football Club | Inglaterra | 1999 |
| Premier League                              | Manchester United Football Club | Inglaterra | 2000 |
| Maltese National League 100 Anniversary Cup | Valletta FC                     | Malta      | 2010 |
| Mare Blue Cup                               | Valletta FC                     | Malta      | 2010 |

### Copas internacionales
| Título                       | Club                            | País   | Año  |
| ---------------------------- | ------------------------------- | ------ | ---- |
| Liga de Campeones de la UEFA | Manchester United Football Club | España | 1999 |
| Copa Intercontinental        | Manchester United Football Club | Tokio  | 1999 |

## Palmarés como director deportivo
- 3 Premier League de Israel con el Maccabi Tel Aviv: 2012/2013, 2013/2014 y 2014/2015.
- Clasificación para la fase previa de la UCL con el Maccabi Tel Aviv: 2013/2014, 2014/2015 y 2015/16.
- Clasificación para la fase de grupos de la Europa League con el AEK Larnaka (2011/12) y Maccabi Tel Aviv (2013/14 y 2016/2017).
- 1 Copa de la Liga de Israel con el Maccabi Tel Aviv: 2014/2015.
- 1 Copa de Israel con el Maccabi Tel Aviv: 2014/2015.

## Palmarés como entrenador
- 1 Copa de la Liga de Israel con el Maccabi Tel Aviv: 2016/2017.

## Columnista y analista
Ha sido columnista de opinión y analista en distintos medios de comunicación como El País, donde escribía en su sección Pase Interior, y en el Diario Sport cada lunes. Además, es miembro del Sanedrín de El larguero, en la Cadena SER.